# میدان هوایی شغنان
فرودگاه شغنان (به انگلیسی: Sheghnan Airport) یک فرودگاه است که یک باند فرود شن دارد. این فرودگاه در شغنان، منتهی‌الیه شمال شرقی افغانستان در اعماق رشته کوه پامیر در ولایت بدخشان افغانستان واقع شده است. این فرودگاه نزدیک به مرز تاجیکستان است و در شرق و به موازات فرودگاه شغنان فرودگاه خاروغ در تاجیکستان قرار دارد. این دو فرودگاه تنها ۲۰۰۰ فوت (۰/۶ کیلومتر) از هم فاصله دارند و توسط رودخانه‌ای از هم جدا شده‌اند. 

## امکانات
این فرودگاه در ارتفاع ۶۷۰۰ فوتی (۲۰۴۲ متری) از سطح متوسط دریا قرار دارد. این فرودگاه دارای یک باند ۱۶/۳۴ با سطح شنی به ابعاد ۲۶۳۵ در ۱۰۰ فوت (۸۰۳ متر × ۳۰ متر) است.